# Nederlandse Officieren Vereniging
De Nederlandse Officieren Vereniging (NOV) is met bijna 4000 leden de grootste algemene vereniging voor officieren van alle krijgsmachtonderdelen. De NOV is een belangenvereniging en een beroepsvereniging. De NOV behartigt, samen met andere officierenverenigingen, de belangen van haar leden. Ze wil ook een bijdrage leveren aan het zekerstellen van een volwaardige Nederlandse krijgsmacht.

## Lidmaatschap
Het lidmaatschap van de NOV staat open voor officieren van de Landmacht, Luchtmacht en de Koninklijke Marechaussee.
Het gaat hierbij om:
- actief dienende officieren
- officieren in opleiding
- postactieve officieren
- reserveofficieren
- geestelijke verzorgers (gelijkgesteld met officieren)
- partners van overleden leden (buitengewone leden)

## Collectieve en individuele belangenbehartiging
De NOV zet zich in voor de collectieve en individuele belangenbehartiging van haar leden. Dit doet ze sinds 12 juni 2012 in samenwerking met de KVMO en de KVNRO in de koepelorganisatie Gezamenlijke OfficierenVerenigingen (GOV).
De vereniging maakt zich sterk voor:
- goede arbeidsvoorwaarden
- een professionele medezeggenschaporganisatie
- welvaartsvaste pensioenen

en biedt:
- belastingservice
- rechtsbijstand in conflicten met de werkgever
- nazorg aan nabestaanden van leden

## Bevorderen en zekerstellen van een volwaardige krijgsmacht
De NOV wil een positieve bijdrage leveren aan een voor haar taak berekende en goed toegeruste krijgsmacht, inclusief de professionaliteit van het officierenkorps. Ook wil de NOV zich, al dan niet samen met gelijkgestemde organisaties, inzetten voor de oplossing van internationale vredesvraagstukken; de NOV wordt hierin beschouwd als een serieuze gesprekspartner van het ministerie van Defensie.
De NOV heeft een visie op een volwaardige krijgsmacht ontwikkeld, waarin zij zich onder meer inzet voor het behoud van unieke wapensystemen, maar ook voor draagvlak in de Nederlandse samenleving.
Middelen die de NOV hiervoor gebruikt zijn:
- gevraagd en ongevraagd adviezen uitbrengen aan politici en commandanten van de krijgsmachtonderdelen
- rechtstreekse contacten met de minister van Defensie en met de defensiespecialisten van de politieke partijen
- het kenbaar maken van haar opvattingen via de pers en door openbare rapporten en notities
- het organiseren van symposia en seminars

## Communicatie
Over de activiteiten als beroepsvereniging communiceert de NOV door middel van:
- het vaktijdschrift Carré
- afdelingsactiviteiten voor leden
- een website

Over de belangenbehartiging informeert de NOV haar leden door:
- de ProDef-website
- het ProDef-Bulletin
- de NOV-website

ProDef is een afkorting van Professionals bij Defensie.